# LOL (Laughing Out Loud)
LOL (Laughing Out Loud) ist eine französische Filmkomödie aus dem Jahr 2008. Regie führte Lisa Azuelos, die mit Delgado Nans zusammen auch das Drehbuch verfasste, das auf einer wahren Geschichte beruht.

## Handlung
Nach den Ferien beginnt für die 16-jährige Lola, die von ihren Freunden Lol genannt wird, wieder die anstrengende Zeit auf der strengen Pariser Schule. Zunächst überwiegt die Freude über das Wiedersehen mit ihrer Clique. Doch diese ist jäh verflogen, als ihr Freund ihr gesteht, dass er in den Ferien mit einem anderen Mädchen geschlafen hat.
Der Film erzählt die mitunter lustigen, manchmal traurigen Geschichten der verschiedenen Teenager, die im Umfeld von Schule, Eltern, Freunden und Freundinnen, aber auch unter dem Einfluss von Musik, Partys, Drogen und nicht zuletzt erwachenden sexuellen Bedürfnissen ihren Weg zu finden versuchen.

## Filmmusik
Die 18 Lieder des Soundtracks wurden mit der Originalband aus dem Film aufgenommen.
1. Jean-Philippe Verdin – Little Sister
2. The Rolling Stones – You Can’t Always Get What You Want
3. Supergrass – Alright
4. Jérémy Kapone, Lise Lametrie – J'suis au Maximum
5. Jean-Philippe Verdin – Dreamers
6. Richard Sanderson – Reality (im Supermarkt)
7. Kate Stables – Here to stay
8. Bright Eyes – First day of my life
9. Jean-Philippe Verdin – On the Road to Splifftown
10. Christa Théret – L’euthanasie
11. Jean-Philippe Verdin – Lola
12. Jade Rose Parker – Last night...
13. Junesex – Are U gonna dance?
14. Félix Moati, Patty Hannock – Tamaget Au Baconnet
15. Kaponz & Spinoza – Exil
16. Maïdi Roth, Declan de Barra – Not To Love You
17. Jean-Philippe Verdin – Everybody’s Got To Learn Sometime
18. Jean-Philippe Verdin – Little Sister (Akustikversion)

Laut Internet Movie Database (IMDb) gehört auch der Song Somewhere Only We Know von Keane zur Filmmusik.

## Veröffentlichung
Der Film wurde 2008 zunächst auf Filmfestivals in Monte Carlo und Rom gezeigt und kam dann im Februar 2009 in die französischen Kinos. In den deutschen Kinos lief er im August desselben Jahres an.

## Auszeichnungen
Für ihre Darstellung der Lola in L.O.L. war Christa Theret 2010 für den französischen Filmpreis César nominiert. Hauptdarstellerin Sophie Marceau und Regisseurin Lisa Azuelos erhielten 2008 auf dem Monte-Carlo Comedy Film Festival Jury-Preise.

## Kritik
„Spontan und frisch wirkt der Film nicht zuletzt deshalb, weil er auch die Erwachsenenrollen mit unverbrauchten Gesichtern besetzt hat. Ahnungslosigkeit und Doppelmoral der Erwachsenen ist zwar eine bevorzugte Quelle der Komik. Aber eigentlich möchte der Film nicht über, sondern mit jeder Figur lachen.“

„Heitere Sommerkomödie, die präzise den Nöten Jugendlicher nachspürt und trotz moderner Kommunikationsmittel die Generationskonflikte als zeitlos darstellt. Das Mitwirken von Sophie Marceau schlägt dabei eine reizvolle Brücke zu filmischen Vorbildern.“

„Alles in allem ist ‚LOL‘ (…) ein vergnüglicher Schauspielerfilm, getragen von überzeugenden Jungdarsteller-Riege und einer hinreißenden Sophie Marceau. Die Dialoge sind spritzig, die Handlung nah am Zeitgeist und der Humor treffsicher, wenn auch nicht immer politisch korrekt.“

## Trivia
- In der Supermarkt-Szene läuft der Song Reality von Richard Sanderson, der auch der Titelsong des Films La Boum ist. Dort spielte Sophie Marceau als Hauptdarstellerin eine ähnliche Rolle.
- In einem Gespräch zwischen Anne und ihrer Mutter fragt Letztere: „Gefällt er dir, dein James Bond?“ Dies ist eine Anspielung auf James Bond 007 – Die Welt ist nicht genug, in dem Sophie Marceau 1999 als Bond-Girl 'Elektra King' auftrat.
- 2012 erschien ein amerikanisches Remake unter demselben Titel. Regie führte ebenfalls Lisa Azuelos, die Hauptrollen spielten dabei Miley Cyrus und Demi Moore.